# Piercia tenella
Piercia tenella är en fjärilsart som beskrevs av W. Warren 1911. Piercia tenella ingår i släktet Piercia och familjen mätare. Inga underarter finns listade i Catalogue of Life.